# مارگارت آنژو
مارگارت آنژو یا مارگریت آنژو (به فرانسوی: Marguerite d'Anjou) (زادهٔ ۲۳ مارس ۱۴۳۰ – درگذشتهٔ ۲۵ اوت ۱۴۸۲) شهبانوی فرانسوی‌تبار انگلستان به واسطهٔ ازدواجش با هنری ششم، پادشاه آن کشور بود. او زنی بلندپرواز و بااراده بود و تلاش بسیاری نمود تا پسرش شاهزاده ادوارد را به‌عنوان وارث قانونی هنری ششم بر تخت شاهی نشاند. مارگارت رهبری خاندان لنکستر را در جنگ گل‌ها که از ۱۴۵۵ تا ۱۴۸۵ به طول انجامید برعهده داشت و شجاعانه در برابر خاندان یورک مقاومت نمود. اما در نهایت در ۱۴۷۱ از آن ها شکست خورد و پس از رهایی از اسارت در تنگدستی درگذشت.

## زندگینامه

### ازدواج با هنری ششم انگلستان
مارگارت آنژو دختر رنه آنژو، پادشاه ناپل و ایزابل لورن بود که در ۲۴ مه ۱۴۴۴ به نامزدی هنری ششم، پادشاه انگلستان درآمد و در مارس ۱۴۴۵ با او ازدواج کرد. این ازدواج درحقیقت بخشی از شرط‌های مطرح‌شده در آتش‌بس تورز در جنگ‌های صدساله بین انگلستان و فرانسه بود.
سلامت روانی هنری ششم در ۱۴۵۳ رو به زوال نهاد و مارگارت که تنها فرزندشان ادوارد را در این زمان باردار بود در شرایط سختی قرار گرفت. با این حال او نیز پس از تولد پسرش وارد عرصهٔ سیاست شد. جنون پادشاه تا دسامبر ۱۴۵۴ به درازا کشید و در این مدت ریچارد، دوک یورک به عنوان نایب‌السلطنهٔ هنری ششم ادارهٔ امور کشور را بر عهده گرفت. او درعین‌حال امیدوار بود تا پس از هنری به پادشاهی انگلستان برسد اما با تولد ادوارد در ۱۳ اکتبر ۱۴۵۳ این امیدواری او از بین رفت.

### جنگ گل‌ها و گرفتن پادشاهی توسط ادوارد چهارم
دیری نپایید که بین طرفدارانِ دوک یورک و طرفداران پادشاه (از خاندان لنکسترها) اختلاف به‌وجود آمد که در نهایت به درگیری‌ای مسلحانه در مه ۱۴۵۵ در نخستین نبرد سنت آلبنز و آغاز جنگ گل‌ها انجامید. نخستین نبرد با پیروزی یورکی‌ها به پایان رسید و ریچارد ادارهٔ دولت را تا ۱۴۵۶ که مارگارت او را از قدرت برکنار ساخت در اختیار خود گرفت.
در ۱۴۵۹ بار دیگر جنگ بین دو طرف از سرگرفته شد و یورکی‌ها موفق به دستگیری پادشاه در ژوئیهٔ ۱۴۶۰ در نورت همپتون شدند. هنری در ازای اینکه همچنان شاه باقی بماند توافق کرد تا با چشم پوشیدن از حق جانشینی پسر خود، دوک یورک را به‌عنوان وارث تاج و تخت خود معرفی نماید. اما مارگارت که در صدد اثبات حقانیت پسرش بر تاج و تخت انگلستان بود ارتشی را سازماندهی نمود که باعث شگفتی و زمین‌گیر شدن یورکی‌ها در ۳۰ دسامبر ۱۴۶۰ در نبرد ویکفیلد گردید. پارتیزان‌های مارگارت ریچارد را به قتل رساندند و سرانجام توانستند پادشاه را طی دومین نبرد سنت آلبنز در فوریه ۱۴۶۱از اسارت یورکی‌ها برهانند. با این حال ادوارد یورک، پسر ریچارد در ۴ مارس همان سال تاج و تخت پادشاهی را غصب نمود و خود را شاه ادوارد چهارم نامید. پس از آن پسران یورک و ریچارد نویل، ارل واریک که از حمایت لندنی‌ها برخوردار بودند توانستند در ۲۹ مارس ۱۴۶۱ در نبرد تاوتون بر لنکسترها پیروز شوند. مارگارت به دنبال این شکست همراه با همسر و پسرش به اسکاتلند گریخت   و از آنجا سپس به فرانسه رفتند.
در ۱۴۶۴ لنکسترها سر به شورش برداشتند و مارگارت و هنری در حمایت از آن‌ها به انگلستان بازگشتند اما این شورش به پیروزی نرسید و هنری ششم در ژوئیهٔ ۱۴۶۵ در نزدیکی کلیترو در لانکاشایر دستگیر و در برج لندن زندانی شد.

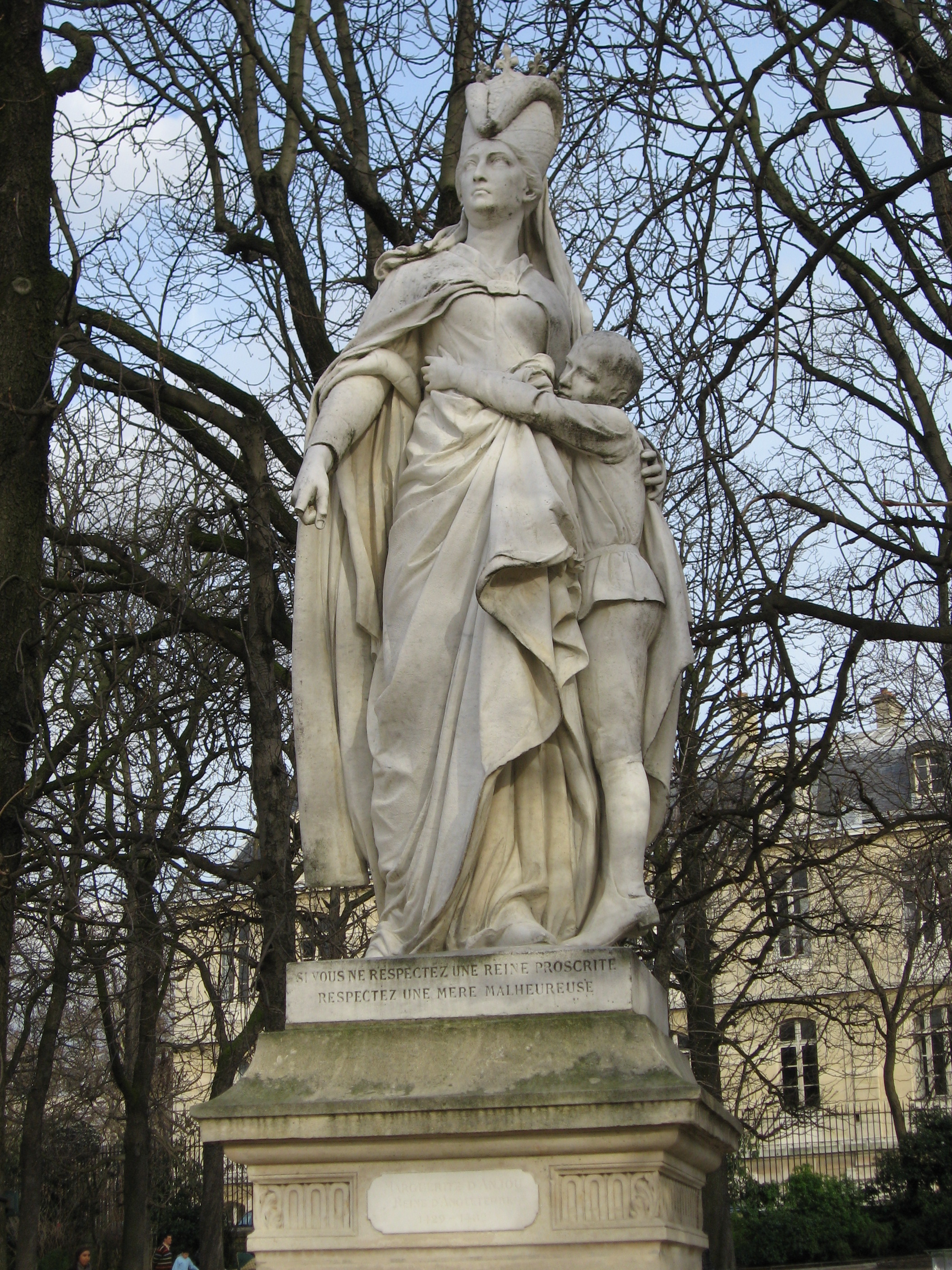
تندیس مارگارت آنژو

### بازگشت دوبارهٔ هنری ششم به پادشاهی و شکست در نبرد تویکس‌بری
در ۱۴۶۹ ارل واریک و دوک کلارنس با ادوارد چهارم دچار اختلاف و درگیری شدند و این موضوع فرصتی را برای مارگارت پدید آورد تا با آن‌ها علیه خاندان یورک متحد شده و درصدد بر تخت نشاندن دوباره شوهرش برآید. ریچارد نویل، ارل واریک دخترش آن نویل را به نامزدی ادوارد، پسر هنری ششم و مارگارت درآورد و در ۱۴۷۰ با در دست گرفتن رهبری شورش علیه ادوارد چهارم باعث فرار او به بورگوندی شد. واریک در اکتبر همان سال هنری ششم را از زندان آزاد نمود و باوجود ابتلای او به جنون در طول دوران اسارتش بار دیگر او را بر تخت پادشاهی انگلستان نشاند.
در مقابل، ادوارد چهارم نیز با کمک شارل، دوک بورگوندی آمادهٔ درگیری دوباره با خاندان لنکستر می‌شد. او در ۱۴۷۱ به انگلستان بازگشت و موفق به شکست و کشتن ارل واریک در ۱۴ آوریل همان سال در بارنت شد. در همان روز، مارگارت و پسرش ادوارد نیز وارد انگلستان شدند و درگیری بین دو طرف تا شکست نیروهای مارگارت در ۴ مه ۱۴۷۱ در نبرد تویکس‌بری ادامه یافت. شاهزاده ادوارد در همان روز کشته شد و مارگارت به اسارت ادوارد چهارم درآمد. درعین‌حال ادوارد که دیگر دلیلی برای زنده نگاه داشتن هنری ششم نداشت او را در ۲۱ مه ۱۴۷۱ به قتل رساند و در همان روز مارگارت در برج لندن زندانی شد.

### اسارت، آزادی و مرگ
مارگارت ۴ سال را در اسارت گذراند تا آنکه لوئی یازدهم، پادشاه فرانسه مبلغ خون‌بهای او را پرداخت و مارگارت توانست به فرانسه بازگردد. اما او پس از بازگشت مجبور به دست کشیدن از تمامی ارث و میراث خود شد و مستمری ناچیزی برایش مقرر گردید. مارگارت آنژو سالیان پایانی عمر خود را در فقر و تنگ‌دستی گذراند و در ۱۴۸۲ در فرانسه درگذشت.